# La morte sull'alta collina
La morte sull'alta collina è un film del 1969 diretto da Fernando Cerchio (con lo pseudonimo di Fred Ringold).

## Trama
Una rapina è finita male, quando Loring Vandervelt e Francis Parker si ritrovano a ostacolare i banditi messicani e uno spietato uomo d'affari, Frank Braddock, che sono molto intenzionati di riprendere il loro bottino rubato.